# NGC 6393
NGC 6393 (другие обозначения — MCG 10-25-54, KUG 1729+595, PGC 60405) — галактика в созвездии Дракон.
Этот объект входит в число перечисленных в оригинальной редакции «Нового общего каталога».